# カール大帝賞

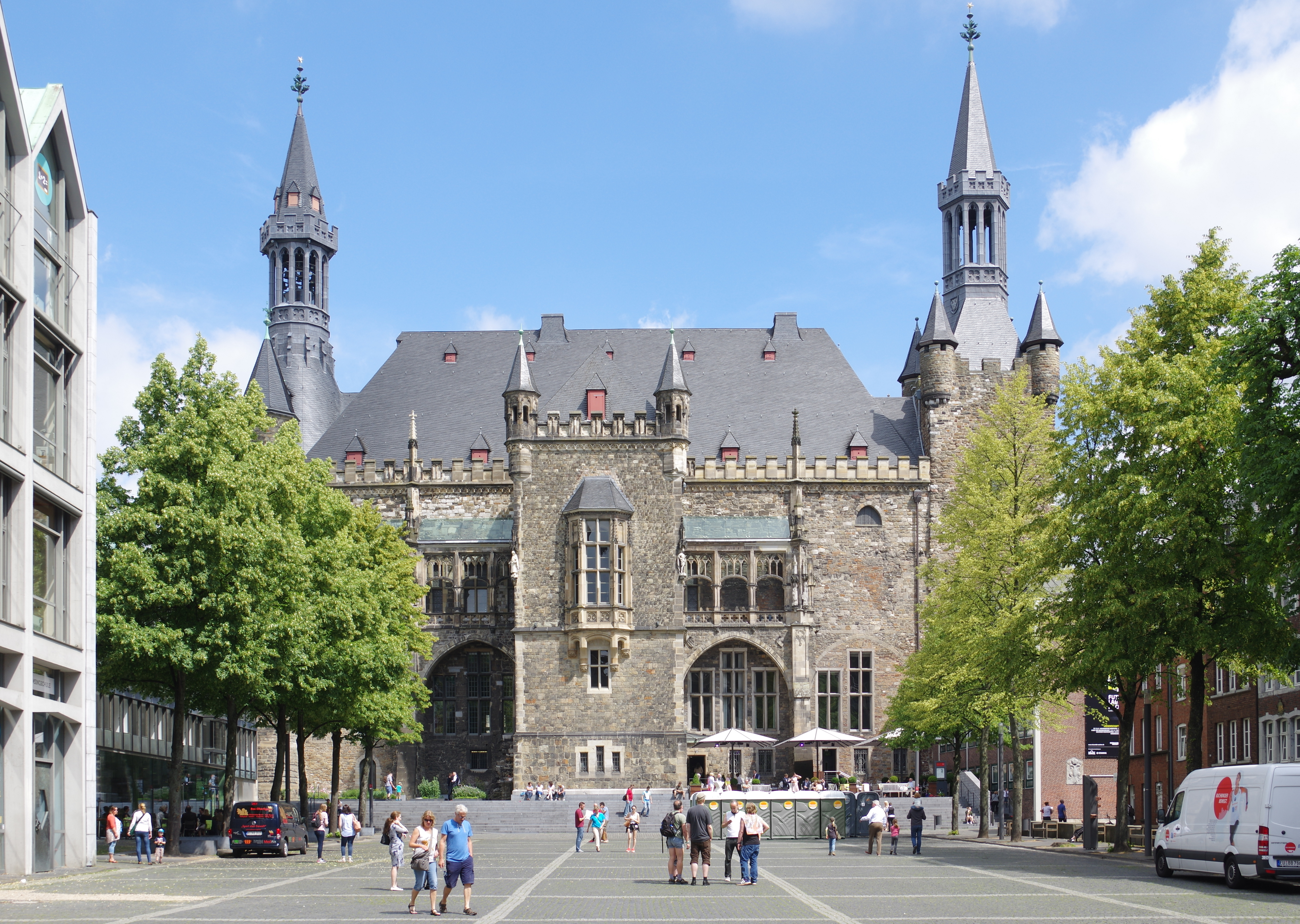
アーヘン市庁舎

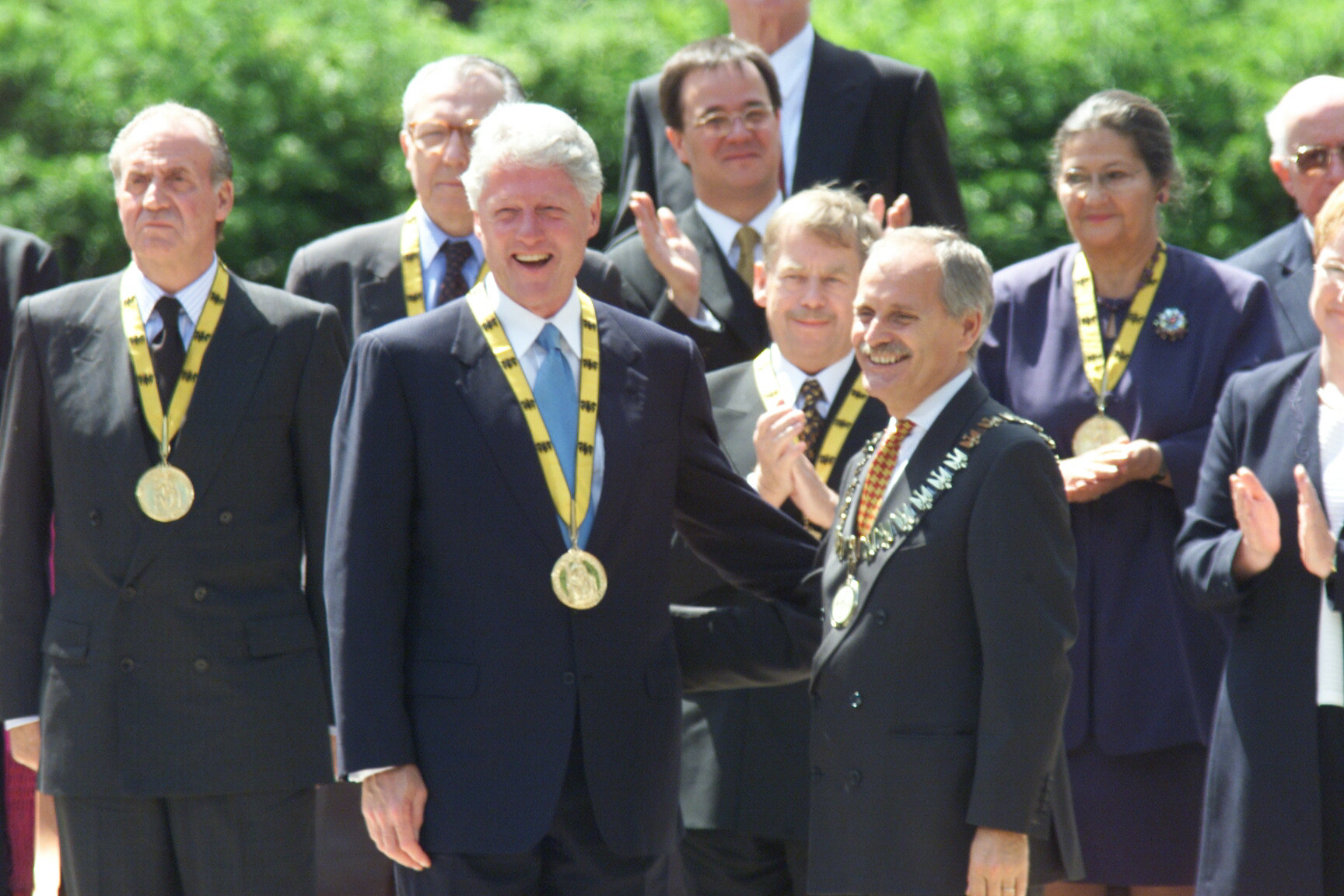
カール大帝賞を授与されたビル・クリントン（前列左、2000年）
右はアーヘン市長ユルゲン・リンデン。両者の後に過去の受賞者が並ぶ。

カール大帝賞（カールたいていしょう、独: Karlspreis）は、1950年からドイツのアーヘン市がヨーロッパ統合の理念に適う功績を挙げた人物に授賞している賞。1988年以後、正式名称はアーヘン国際カール大帝賞（独: Internationaler Karlspreis zu Aachen）となった。賞の名称はフランク王国の国王であるカール大帝が、アーヘンの地に住み、また埋葬されていることにちなんでいる。授賞式はアーヘン市庁舎において、昇天祭の祝日に行われている。
1949年12月19日、クルト・プファイファーは自身が設立した読書会 Corona Legentium Aquensis において次のように述べて、賞の創設を提唱している。
（仮訳）われわれは、西欧の理解と地域の同一性に寄与し、また人類と世界平和において最も価値のある功績に対して国際的な賞を贈ることにさせていただきます。その功績とは、文学、科学、経済、政治における業績を対象とします。
賞の主催者であるアーヘン市はカール大帝について、「西洋文化の創造者」とし、カール大帝の治世においてアーヘンは現在の西ヨーロッパを形成するにいたるものの、精神的、政治的な中心であったとしている。
カール大帝賞の最初の受賞者は、国際汎ヨーロッパ連合の創始者であるリヒャルト・クーデンホーフ＝カレルギーであった。
1952年にイタリア首相アルチデ・デ・ガスペリが受賞してからは、カール大帝賞はドイツ国内にとどまらず、欧州統合を促すメッセージを発信するようになった。
アーヘン市では、歴代のカール大帝賞受賞者を並べると、時代ごとのヨーロッパの統合プロセスの歴史を物語っているとしており、また、デ・ガスペリ、ジャン・モネ、コンラート・アデナウアーのようなヨーロッパ統合の父や、エドワード・ヒース、コンスタンディノス・カラマンリス、フアン・カルロス1世のような統合を体現した人物に贈るとしている。
またアーヘン市は、カール大帝賞はヨーロッパの統合に向けた継続的な行動への敬意を表するだけではなく、将来に向けた希望や期待を奨励するものであるとしている。これについてはプファイファーの次の言葉を引き合いに出している。
（仮訳）カール大帝賞は未来に向けられたものであり、同時に義務を具体化したものでもあります。その義務とは、崇高な倫理観です。カール大帝賞はヨーロッパの諸国民が強制されるのではなく、自らが進んで結びついていくことを期待するものであり、その結びつきの強さでもって諸国民は自由、道徳、平和という至高の善を守り、また自らの子どもやその子どもの将来を守ることになるのです。

## 受賞者
| 年次         | 受賞者                                                                  | 役職等（当時）                        | 出身国            |
| ------------ | ----------------------------------------------------------------------- | ------------------------------------- | ----------------- |
| 1950年       | リヒャルト・クーデンホーフ＝カレルギー                                  | 国際汎ヨーロッパ連合創設者            | オーストリア      |
| 1951年       | ヘンドリーク・ブルグマン                                                | 欧州連邦主義者連合代表                | オランダ          |
| 1952年       | アルチデ・デ・ガスペリ                                                  | イタリア首相                          | イタリア          |
| 1953年       | ジャン・モネ                                                            | 欧州石炭鉄鋼共同体最高機関委員長      | フランス          |
| 1954年       | コンラート・アデナウアー                                                | 西ドイツ連邦首相                      | 西ドイツ          |
| 1955年       | ウィンストン・チャーチル                                                | イギリス前首相                        | イギリス          |
| 1957年       | ポール＝アンリ・スパーク                                                | 北大西洋条約機構事務総長              | ベルギー          |
| 1958年       | ロベール・シューマン                                                    | 欧州議員会議議長                      | フランス          |
| 1959年       | ジョージ・C・マーシャル                                                 | アメリカ元国務長官                    | アメリカ合衆国    |
| 1960年       | ジョセフ・ベック                                                        | ルクセンブルク首相                    | ルクセンブルク    |
| 1961年       | ヴァルター・ハルシュタイン                                              | 欧州経済共同体委員会委員長            | 西ドイツ          |
| 1963年       | エドワード・ヒース                                                      | 王璽尚書                              | イギリス          |
| 1964年       | アントニオ・セーニ                                                      | イタリア大統領                        | イタリア          |
| 1966年       | イェンス・オットー・クラーウ                                            | デンマーク首相                        | デンマーク        |
| 1967年       | ヨゼフ・ルンス                                                          | オランダ外相                          | オランダ          |
| 1969年       | 欧州委員会                                                              | 欧州諸共同体執行機関                  | 欧州諸共同体      |
| 1970年       | フランソワ・セイドゥー・ドゥ・クローズン                                | フランス駐西ドイツ大使                | フランス          |
| 1972年       | ロイ・ジェンキンス                                                      | イギリス元財務大臣                    | イギリス          |
| 1973年       | サルバドール・デ・マダリアーガ                                          | 欧州大学院大学共同設立者              | スペイン          |
| 1976年       | レオ・ティンデマンス                                                    | ベルギー首相                          | ベルギー          |
| 1977年       | ヴァルター・シェール                                                    | 西ドイツ連邦大統領                    | 西ドイツ          |
| 1978年       | コンスタンディノス・カラマンリス                                        | ギリシャ首相                          | ギリシャ          |
| 1979年       | エミリオ・コロンボ                                                      | 欧州議会議長                          | イタリア          |
| 1981年       | シモーヌ・ヴェイユ                                                      | 欧州議会議長                          | フランス          |
| 1982年       | フアン・カルロス1世                                                     | スペイン国王                          | スペイン          |
| 1984年       | カール・カルステンス                                                    | 西ドイツ連邦大統領                    | 西ドイツ          |
| 1986年       | ルクセンブルク国民                                                      |                                       | ルクセンブルク    |
| 1987年       | ヘンリー・キッシンジャー                                                | アメリカ元国務長官                    | アメリカ合衆国    |
| 1988年       | フランソワ・ミッテラン ヘルムート・コール                               | フランス大統領 西ドイツ連邦首相       | フランス 西ドイツ |
| 1989年       | フレール・ロジェ                                                        | テゼ共同体創始者                      | フランス          |
| 1990年       | ホルン・ジュラ                                                          | ハンガリー外相                        | ハンガリー        |
| 1991年       | ヴァーツラフ・ハヴェル                                                  | チェコスロバキア大統領                | チェコスロバキア  |
| 1992年       | ジャック・ドロール                                                      | 欧州委員会委員長                      | フランス          |
| 1993年       | フェリペ・ゴンサレス                                                    | スペイン首相                          | スペイン          |
| 1994年       | グロ・ハーレム・ブルントラント                                          | ノルウェーの首相                      | ノルウェー        |
| 1995年       | フランツ・ヴラニツキー                                                  | オーストリア連邦首相                  | オーストリア      |
| 1996年       | ベアトリクス                                                            | オランダ女王                          | オランダ          |
| 1997年       | ローマン・ヘルツォーク                                                  | ドイツ連邦大統領                      | ドイツ            |
| 1998年       | ブロニスワフ・ゲレメク                                                  | ポーランド外相                        | ポーランド        |
| 1999年       | トニー・ブレア                                                          | イギリス首相                          | イギリス          |
| 2000年       | ビル・クリントン                                                        | アメリカ前大統領                      | アメリカ合衆国    |
| 2001年       | コンラード・ジェルジ                                                    | 作家                                  | ハンガリー        |
| 2002年       | ユーロ                                                                  | ヨーロッパ単一通貨                    | 欧州連合          |
| 2003年       | ヴァレリー・ジスカール・デスタン                                        | フランス元大統領                      | フランス          |
| 2004年       | パット・コックス                                                        | 欧州議会議長                          | アイルランド      |
| 2004年特別賞 | ヨハネ・パウロ2世                                                       | ローマ教皇                            | バチカン          |
| 2005年       | カルロ・アツェリオ・チャンピ                                            | イタリア大統領                        | イタリア          |
| 2006年       | ジャン＝クロード・ユンケル                                              | ルクセンブルク首相                    | ルクセンブルク    |
| 2007年       | ハビエル・ソラナ                                                        | 共通外交・安全保障政策上級代表        | スペイン          |
| 2008年       | アンゲラ・メルケル                                                      | ドイツ連邦首相                        | ドイツ            |
| 2009年       | アンドレア・リッカルディ                                                | 聖エジディオ共同体創設者              | イタリア          |
| 2010年       | ドナルド・トゥスク                                                      | ポーランド共和国首相                  | ポーランド        |
| 2011年       | ジャン＝クロード・トリシェ                                              | 欧州中央銀行                          | フランス          |
| 2012年       | ヴォルフガング・ショイブレ                                              | ドイツ連邦財務大臣                    | ドイツ            |
| 2013年       | ダリア・グリーバウスカイテ                                              | リトアニア共和国大統領                | リトアニア        |
| 2014年       | ヘルマン・ファン・ロンパウ                                              | 欧州理事会議長                        | ベルギー          |
| 2015年       | マルティン・シュルツ                                                    | 欧州議会議長                          | ドイツ            |
| 2016年       | フランシスコ                                                            | ローマ教皇                            | アルゼンチン      |
| 2017年       | ティモシー・ガートン・アッシュ                                          | 歴史学者                              | イギリス          |
| 2018年       | エマニュエル・マクロン                                                  | フランス大統領                        | フランス          |
| 2019年       | アントニオ・グテーレス                                                  | 国際連合事務総長                      | ポルトガル        |
| 2020年       | クラウス・ヨハニス                                                      | ルーマニアの大統領                    | ルーマニア        |
| 2022年       | マリア・コレスニコワ スヴャトラーナ・ツィハノウスカヤ Veronika Tsepkalo | ベラルーシの野党指導者                | ベラルーシ        |
| 2023年       | ウォロディミル・ゼレンスキー                                            | ウクライナの大統領 とウクライナの人々 | ウクライナ        |